# Rafael Ramos (Radsportler)
Rafael Ramos Pérez (* 29. Oktober 1911 in Nerva; † 2. September 1985 in Carcassonne) war ein spanisch-französischer Radrennfahrer.

## Sportliche Laufbahn
Ramos war im Bahnradsport und im Straßenradsport aktiv. Von 1936 bis 1950 war er Unabhängiger und Berufsfahrer. 1936 gewann er eine Etappe in der Vuelta a España, die er auf dem 6. Platz beendete. 1937 wurde er Zweiter in der Tour du Doubs hinter Guillaume Chavard und holte einen Etappensieg in der Tour du Sud-Ouest. Die Tour de France fuhr er zweimal. 1937 war er ausgeschieden. 1938 kam er auf den 19. Gesamtrang. 1936 war er Achter in der Tour de Suisse geworden.